# Cara (Band)
Cara ist eine Irish-Folk-Band aus Deutschland, Schottland und Irland. Der Bandname kommt aus dem Irischen und bedeutet ‚Freund‘. Cara ist die erste deutsche Irish-Folk-Band, die sich auch in den USA etablieren konnte.

## Geschichte
2003 wurde Cara von Gudrun Walther (Gesang, Fiddle, Akkordeon), Sandra Steinort (Gesang, Piano, Flöte), Jürgen Treyz (Gitarre) und Claus Steinort (Flöte, Uilleann Pipes, Concertina) gegründet. Noch vor der Fertigstellung der ersten CD In Colour trat Rolf Wagels (Bodhran) der Band bei. In Colour erschien im Jahre 2004 und wurde in Deutschland, aber auch in einigen anderen europäischen Ländern mit guten Kritiken bedacht. Es folgten Tourneen in Deutschland und im europäischen Ausland, unter anderem in den Niederlanden, Frankreich, Irland und Dänemark. Im Jahr 2006 tourte die Band mit dem irischen Geiger Tola Custy als Gastmusiker, da sich Geigerin Gudrun Walther den Arm gebrochen hatte. Die gemeinsamen Auftritte führte die Band erneut in die Niederlande und nach Dänemark, aber auch nach England. Im Frühjahr 2007 erschien die zweite CD In Between Times, die für den Preis der deutschen Schallplattenkritik nominiert wurde. Bereits zuvor wurde die in USA ansässige Agentur Real Good Music auf Cara aufmerksam und nahm die Band unter Vertrag. Im August 2007 fand die erste, vierwöchige Konzerttournee in den USA statt. Im Oktober 2007 nahm die Band eine Live-DVD und -CD im Arsenaal Theater in Vlissingen (Niederlande) auf, die im Frühjahr 2008 veröffentlicht wurde. Ebenfalls im Frühjahr 2008 erfolgte eine zweite ausgedehnte USA-Tournee, die die Band auch an die Westküste der USA führte. Eine weitere Tournee in den USA fand im Sommer 2008 mit Gastmusikerin Amanda Kehoe für Sandra Steinort statt.
2009 wurde die Band zum größten irischen Festival in den USA, dem Milwaukee Irish Fest als einer der Headliner eingeladen. Neben Milwaukee spielte die Band auch beim Kansas City Irish Fest. Auf dieser Tournee ersetzte Patricia Clark Sandra Steinort. Die verstärkte Präsenz in den USA und die musikalische Leistung der Band wurden im Januar 2010 mit dem Irish Music Award 2009 für den Best New Irish Artist der US-amerikanischen Irish Music Association belohnt. Anfang 2011 wurde Cara der Irish Music Award 2010 durch die Irish Music Association in der Kategorie Top Group verliehen.
Die nun weiter zunehmende Nachfrage nach Tourneen und Auftrittsterminen machte es für Sandra und Claus Steinort immer schwieriger, Berufsleben und das Engagement bei Cara zu verbinden. Daher verließen beide Musiker die Band im Frühjahr 2010. Neue Bandmitglieder wurden die Gewinnerin des BBC Radio 2 Young Folk Awards 2008 Jeana Leslie und der siebenfache All Ireland Champion auf den Uilleann Pipes Ryan Murphy. Diese neue Besetzung tourte im Sommer 2010 in den USA und veröffentlichte das Album Long Distance Love im Oktober 2010, das kurz nach der Veröffentlichung ebenfalls für den Preis der deutschen Schallplattenkritik und im November 2011 als Best New Irish CD bei den Irish Music Awards nominiert wurde. Im Jahr 2013 ersetzte die schottische Singer-Songwriterin Kim Edgar Jeana Leslie, die ein Studium begann. Am 4. Oktober 2013 erschien das Album Horizon, das ebenfalls eine Nominierung für den Preis der deutschen Schallplattenkritik erhielt.
Im März 2014 ersetzt der Tübinger Uilleann Piper und Pipesmaker Hendrik Morgenbrodt Ryan Murphy, der die Band aus zeitlichen Gründen verlassen musste. Am 15. Januar 2016 erschien das fünfte Studio-Album Yet We Sing, das erstmals ohne Gastmusiker aufgenommen wurde und den Bühnensound der Band repräsentiert. Im Januar 2018 wurde die Band bei der Internationalen Freiburger Kulturbörse mit dem Kulturpreis „Freiburger Leiter“ ausgezeichnet. Nachdem im Jahre 2017 diverse Live-Auftritte mitgeschnitten worden waren, erschien am 1. Februar 2018 das Album Live im Galileo-Vertrieb mit 13 – darunter sieben bisher unveröffentlichten – Titeln.
Im Sommer 2021 wurde Morgenbrodt durch Simon Pfisterer vertreten, seit Frühjahr 2022 ersetzt Pfisterer Morgenbrodt ganz.

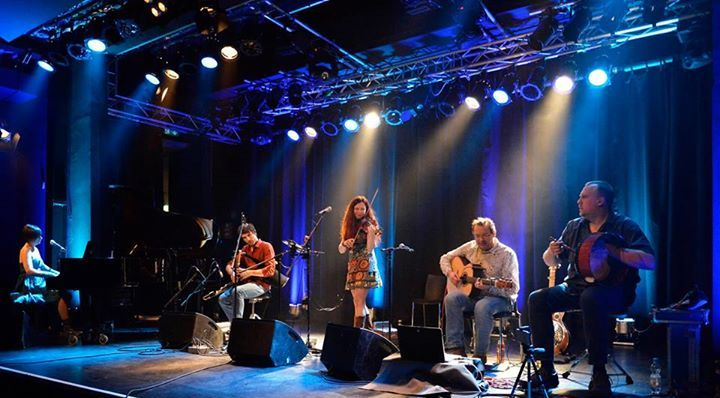
Cara live

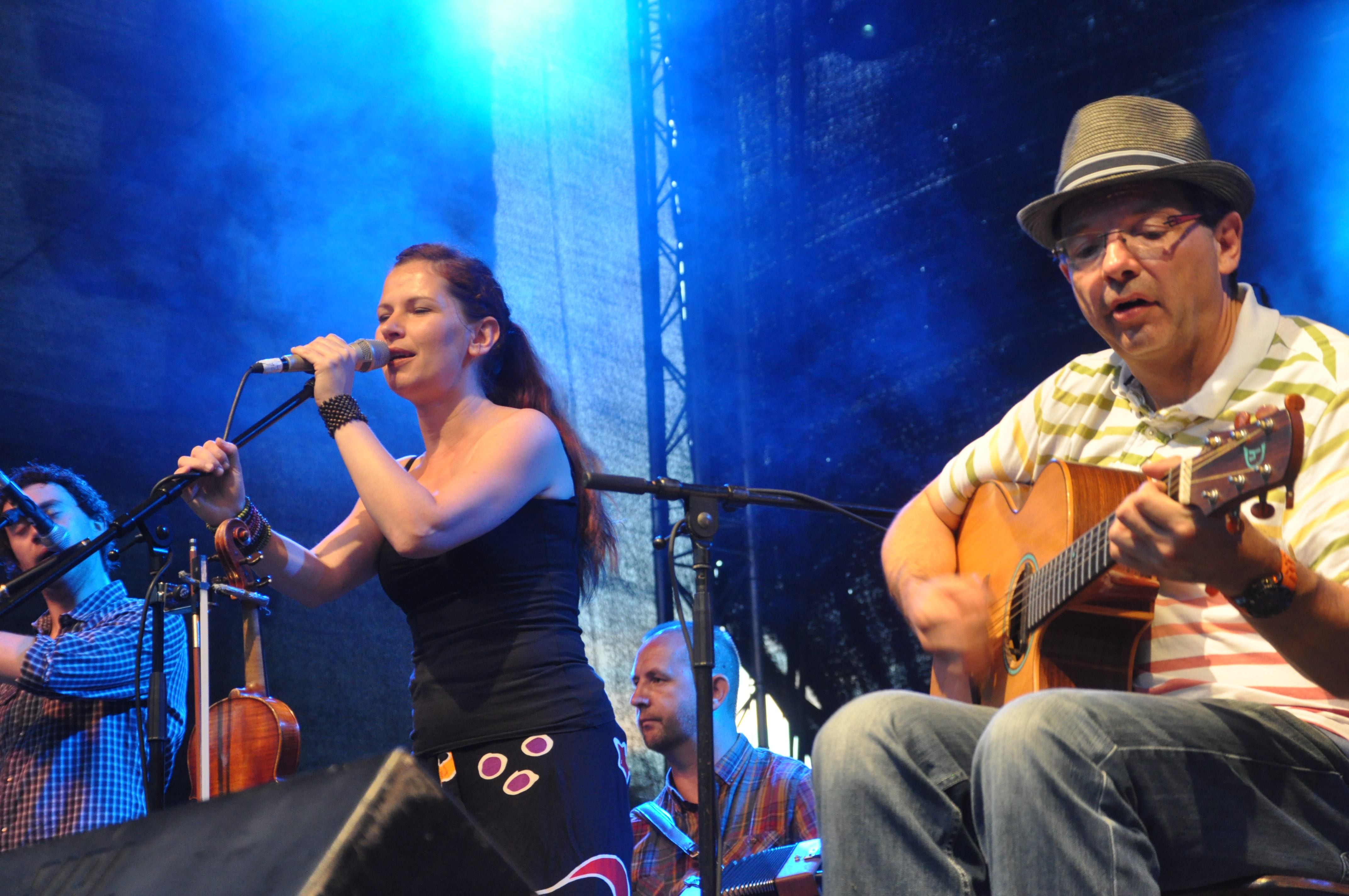
Gudrun Walther und Jürgen Treyz beim Folk am Neckar 2013 in Neckarelz

## Diskografie
- 2004: In Colour
- 2007: In Between Times
- 2008: In Full Swing
- 2010: Long Distance Love
- 2013: Horizon
- 2016: Yet We Sing
- 2018: Live
- 2021: Grounded

## Auszeichnungen
- 2009: Irish Music Award der Irish Music Association (USA): Best New Irish Music Artist
- 2010: Irish Music Award der Irish Music Association (USA): Top Group
- 2018: Freiburger Leiter der Internationalen Kulturbörse Freiburg[10]